# 嶋俊介
嶋 俊介（しま しゅんすけ、1932年1月21日 - 2003年11月11日）は、日本の男性俳優、声優。東京府東京市（現東京都新宿区）出身。

## 来歴
東京芸術大学卒業。最終所属は青二プロダクション。かつては劇団七曜会、土の会、河の会、江崎プロダクションに所属していた。
2003年11月11日、死去。71歳没。

## 人物
趣味は麻雀、旅行(史跡探訪)。

## 後任
嶋の死後、持ち役を引き継いだのは以下のとおり。
| 後任・代役 | キャラクター名           | 概要作品                                   | 後任・代役の初担当作品                                    |
| ---------- | ------------------------ | ------------------------------------------ | --------------------------------------------------------- |
| 小島敏彦   | ジョセフ・ギトレア部長   | 白バイ野郎ジョン&パンチ                    | 帰ってきた白バイ野郎ジョン&パンチ                         |
| 神田陽司   | アンドロメダ副官         | 宇宙戦艦ヤマト2                            | さらば宇宙戦艦ヤマト 愛の戦士たち（PS版）                 |
| 石波義人   | ハミルトン・ヒル市長     | バットマン                                 | CN放送分                                                  |
| 村治学     | アーサー・メリベール卿   | おしどり探偵 キングで勝負                  | DVD追加録音部分                                           |
| 星野充昭   | ヴィンセント・デサル大尉 | 宇宙大作戦                                 | 第2シーズン30話「惑星パイラスセブンの怪」追加録音部分     |
| 星野充昭   | カイル中尉               | 宇宙大作戦                                 | 第2シーズン33話「神との対決」追加録音部分                 |
| 星野充昭   | ラエル                   | 宇宙大作戦                                 | 第3シーズン68話「惑星スカロスの高速人間」追加録音部分     |
| 星野充昭   | ドナルド・コーリー院長   | 宇宙大作戦                                 | 第3シーズン71話「宇宙の精神病院」追加録音部分             |
| 小形満     | モーラ                   | 宇宙大作戦                                 | 第2シーズン36話「惑星アルギリスの殺人鬼」追加録音部分     |
| 小形満     | ニルツ・バリス次官       | 宇宙大作戦                                 | 第2シーズン42話「新種クアドロトリティケール」追加録音部分 |
| 小形満     | ガロヴィック少尉         | 宇宙大作戦                                 | 第2シーズン47話「復讐!ガス怪獣」追加録音部分              |
| 小形満     | メラコン副総統           | 宇宙大作戦                                 | 第2シーズン52話「エコス・ナチスの恐怖」追加録音部分       |
| 寺杣昌紀   | クリンゴン艦長           | 宇宙大作戦                                 | 第3シーズン57話「トロイアスの王女エラン」追加録音部分     |
| 高瀬右光   | ムベンガ医師             | 宇宙大作戦                                 | 第3シーズン69話「無人惑星の謎」追加録音部分               |
| 佐々木敏   | フィッツジェラルド司令官 | 宇宙大作戦                                 | 第3シーズン72話「長寿惑星ギデオンの苦悩」追加録音部分     |
| 手塚秀彰   | フリント                 | 宇宙大作戦                                 | 第3シーズン76話「6200歳の恋」追加録音部分                 |
| 中田和宏   | アデナウアー・パラヤ     | 機動戦士ガンダム 逆襲のシャア              | SDガンダム GGENERATION SPIRITS                            |
| 高宮俊介   | ハリソン船長             | ポセイドン・アドベンチャー（テレビ朝日版） | WOWOW吹替補完版追加録音部分                               |
| 浪川大輔   | ケヴィンのパパ           | バンデットQ                                | 35周年盤Blu-ray追加録音部分                               |

## 出演

### テレビドラマ
- ああ江田鳥
- ダイヤル110番

### 舞台
- ゴールデン・ボーイ（1954年、劇団七曜会） - 呼出し係[7]

### 吹き替え

#### 映画
- アーネスト、クリスマスを救え!（ディリス、入国審査官、司令官）
- 愛がこわれるとき ※ソフト版
- 愛と青春の旅だち ※フジテレビ版
- アウト・フォー・ジャスティス（リッチーの父親〈ドミニク・キアネーゼ〉）※テレビ朝日版
- あなただけ今晩は（ジャック）※TBS版
- アニマル大戦争（ロイ・ムーア〈ポール・マンティ〉）
- アパッチ（マクニール大佐〈デイル・ダイ〉）※テレビ朝日版
- アマデウス（フォン・シュトラック伯爵）
- 荒鷲の翼（ハザード少尉〈ケネス・トビー〉）※東京12ch版
- ある愛の詩（トンプソン〈ラッセル・ナイプ〉）※日本テレビ版
- アルカトラズからの脱出（チャーリー・バッツ）※テレビ朝日版
- いつの日かこの愛を（リー〈クー・フェン〉）
- E.T. ※BD・VHS版
- 今ひとたび（フィル・コジンスキー〈ジョージ・コー〉）
- ウォール街（ハロルド・ソルト〈ソウル・ルビネック〉）※フジテレビ版
- うっかり博士の大発明 フラバァ（ボスワース牧師、O・J・ターンブル）
- 運命の扉（フランシス・ライアン神父）
- SF/ボディ・スナッチャー（逃げる男〈ケヴィン・マッカーシー〉、テッド・ヘンドリー〈トム・ラディ〉、レストランのオーナー）
- OK牧場の決斗（ヴァージル・アープ）※日本テレビ版
- オーバー・ザ・トップ ※フジテレビ版
- オーメン2/ダミアン（ウェストン牧師）※LD版
- オーメン4（マットソン神父）※ソフト版
- オール・ザット・ジャズ（マレー・ネイサン）※テレビ朝日版
- 黄金の七人（頭取）※テレビ東京版
- 王様と私（エドワード・ラムゼイ補佐官）※東京12ch版
- 狼男アメリカン（マクナマス）
- 狼たちの絆（チュウ〈チュウ・コン〉）
- 狼の時刻（フォン・メルケンス男爵〈エルランド・ヨセフソン〉）
- オデッサ・ファイル（クラウス・ヴェンツァー〈デレク・ジャコビ〉）※テレビ朝日版
- 男たちの挽歌 II（ルン〈ディーン・セキ〉）※ソフト版
- カーツーム ※NETテレビ版
- 怪奇!血のしたたる家（ホロウェイ警部〈ジョン・ベネット〉）
- がい骨（マシュー・フィリップス卿〈クリストファー・リー〉）※日本テレビ版
- 喝采の陰で（アーノルド・クレップリック〈アラン・キング〉）
- 騎兵隊（ホッピー・ホプキンス）※TBS新録版
- キャット・ピープル（イェートマン・ブリューワー）※テレビ朝日版
- 吸血の群れ（クリント・クロケット）
- グリース2（カルホーン〈シド・シーザー〉）
- クレイマー、クレイマー（アッカーマン）※日本テレビ版
- グローリー（ウィリアム・B・ロジャース博士）※ソフト版
- 決死圏SOS宇宙船（ビューヴィル博士）
- 恋は運命とともに（リチャード・ブレドン卿）
- 候補者ビル・マッケイ
- 荒野の大活劇（取り立て屋）
- 心の旅（マークス医師）※ソフト版
- 殺しのドレス（リヴィ医師〈デヴィッド・マーギュリーズ〉）※TBS版
- 殺しを呼ぶ瞳 ※東京12ch版
- 殺意の香り（ジョージ・バイナム〈ジョセフ・ソマー〉）
- 殺人魚フライングキラー（ラルフ・ベノッチ）※日本テレビ版
- ザ・ドライバー（レッド）※日本テレビ版
- サンタクローズ（ウィットル氏〈ピーター・ボイル〉）
- シー・オブ・ラブ（グルーバー〈リチャード・ジェンキンス〉）※ソフト版
- 地獄の戦闘艇バラクーダ
- 地獄のバスターズ（チャールズ・トーマス・バックナー大佐〈イアン・バネン〉[8]）※テレビ東京版
- シザーハンズ（ビル〈アラン・アーキン〉）※ソフト版
- シノーラ（ミッチェル保安官〈グレゴリー・ウォルコット〉）
- 死亡の塔（ルイス）
- ジャガーノート（ヒューズ）
- ジョーズ ※日本テレビ版
- ジョーズ2（レン・ピーターソン）※日本テレビ版
- ショート・サーキット（マーナー博士の側近）
- 情事の終り（探偵〈ジョン・ミルズ〉）
- シルバー・サドル 新・復讐の用心棒（サヴェトラ）
- シンデレラ・ボーイ（ニューヨークのボス〈ジョン・アンデス〉、スコットの父）
- スーパーコップ90（ダン・クロフォード〈ブルース・ウェイツ〉）※テレビ東京版
- スーパーマン（ムーニー）※テレビ朝日旧録版
- スーパーマンII/冒険篇（クリプトンの長老〈ジョン・ホリス〉）※テレビ朝日旧録版
- スター・ウォーズ エピソード5/帝国の逆襲（ファーマス・ピエット提督〈ケネス・コリー〉）※ソフト版、（カーリスト・ライカン将軍〈ブルース・ボア〉）※テレビ朝日版
- スター・ウォーズ エピソード6/ジェダイの帰還（ファーマス・ピエット提督〈ケネス・コリー〉）※ソフト版
- スタートレックII カーンの逆襲（カイル中佐）※日本テレビ版
- スタートレックIII ミスター・スポックを探せ!（エステバン船長）※日本テレビ版
- スタートレックV 新たなる未知へ（レナード・マッコイ〈デフォレスト・ケリー〉）※機内上映版
- スティーヴン・キング/地下室の悪夢（イッペストン）※VHS版
- スティング（ハーモン）※日本テレビ版
- ステッピング・アウト（ジェリー）
- ストーン・コールド（ブレント・ウィッパートン）
- スニーカーズ（ワーナー・ブランデス〈スティーヴン・トボロウスキー〉）※ソフト版
- スパルタンX（マット〈ハーブ・エデルマン〉）※フジテレビ版
- スペースバンパイア ※テレビ朝日旧録版
- 全艦発進せよ（トイッチェル少尉）※フジテレビ版、（モスキー）※東京12ch版）
- 戦雲（ジム・ノービー軍曹〈ディーン・ジョーンズ〉）
- 戦艦シュペー号の最後（マノロ〈クリストファー・リー〉）※フジテレビ版
- ソープディッシュ（バートン・ホワイト）
- 続・ある愛の詩（ディーンハート医師〈ジョセフ・ソマー〉）
- 祖国のために（ニコライ・ストレリツォフ〈ヴャチェスラフ・チーホノフ〉）
- 底抜け大学教授
- ソフィーの選択（モリス〈ジョシュ・モステル〉）※日本テレビ版
- ターナー&フーチ/すてきな相棒（ウォルター・ボイエット）※機内上映版
- ターミネーター（男性キャスター）※テレビ朝日版
- 大脱出（ルイス・ハリソン〈ウィリアム・シャラート〉）
- ダイ・ハード（ロビンソン市警副本部長〈ポール・グリーソン〉）※ソフト版
- 大反撃（クリアボーイ伍長〈スコット・ウィルソン〉）
- ダイヤモンド・コネクション（ブリンカー〈エリック・ブレーデン〉）
- 太陽がいっぱい（ボリス）※TBS版
- 旅する女/シャーリー・バレンタイン（ジョー〈バーナード・ヒル〉）
- 007/カジノ・ロワイヤル（ジミー・ボンド / ノー博士〈ウディ・アレン〉）※日本テレビ版、（ランサム〈ウィリアム・ホールデン〉、ル・シフルの部下〈ヴルデク・シェイバル〉）※NET版
- 007/私を愛したスパイ（タルボット）※TBS旧録版
- ダンシング・ヒーロー（レス・ケンドール）
- 地底王国（ガーク、ドーセット）
- チャタレイ夫人の恋人（ロバーツ）
- ティーン・ウルフ（コーチ）
- テス（マーロット村の司祭）
- 天使とデート（ベン・サンダース）
- 天使の自立（ベン・ブルーストーン、ハワード・パターソン副所長）
- ドイツ戦車軍団撃滅作戦（カーター少佐）
- ドクター・モローの島（掟の語り手〈リチャード・ベイスハート〉）※日本テレビ新録版
- トップ・シークレット（マーティン、古本屋の主人〈ピーター・カッシング〉）
- トパーズ（アンリ・ジャール〈フィリップ・ノワレ〉）※フジテレビ版
- ドラゴン怒りの鉄拳（ファン〈ジェームス・ティエン〉）※テレビ朝日版、（ファン師範）※TBS版
- ドラゴン/ブルース・リー物語（イップ・マン）※テレビ朝日版
- ドラゴンへの道（グン）
- ドラブル
- 鳥（ディーク・カーター〈ロニー・チャップマン〉）※フジテレビ版
- 砦の29人（ファーガソン〈ウィリアム・レッドフィールド〉）※TBS版
- ナインハーフ
- 夏の嵐（ロベルト・ウッソーニ侯爵〈マッシモ・ジロッティ〉）※TBS版
- なまいきシャルロット（サム〈ジャン＝クロード・ブリアリ〉）
- ネイビー・シールズ ※VHS版
- パーフェクト・ウェポン（ウォン刑事〈クライド・クサツ〉）
- パニック・イン・スタジアム（ハワード・コセル）※日本テレビ版
- パパ/ずれてるゥ!（ラリー・タイン〈バック・ヘンリー〉）
- ハバナ（マリオン・チグウェル）
- バラ色の選択（ハリー・ウェグマン）
- ハロウィンII（グラハム〈ジェフリー・クレイマー〉）
- バロン（バートホールド/デズモンド〈エリック・アイドル〉）※ソフト版
- バンデットQ（ケヴィンのパパ）
- ヒー・セッド、シー・セッド/彼の言い分、彼女の言い分（ビル・ウェラー〈スタンリー・アンダーソン〉）
- ヒーロー/靴をなくした天使（ジェームズ・ウォレス〈スティーヴン・トボロウスキー〉）※ソフト版
- ビッグ・ウェンズデー（精神科医〈ジョー・スピネル〉）
- ヒドゥン（エド・フリン〈クルー・ギャラガー〉）
- ビバリーヒルズ・コップ ※テレビ朝日版
- ピュア・ラック（ジュリアス・モノソフ）
- ビリー・ホリデイ物語/奇妙な果実（レグ・ハンリー）
- ファンタズムII（マイヤー神父）
- フィールド・オブ・ドリームス（ハリス校長）※日本テレビ版
- 復讐の夜想曲（ハン）
- 復讐のビッグガン（レミー）
- 不思議の国のアリス（馬〈パット・モリタ〉、セイウチ〈カール・マルデン〉）
- フック（グッド警視〈フィル・コリンズ〉）
- フラットライナーズ（レイチェルの父）※ソフト版
- フラバァ・デラックス（ハーカー）
- フリーキー・フライデー（ハロルド・ジェニングス〈ディック・ヴァン・パタン〉）
- ブルーサンダー（フレッチャー〈デヴィッド・シェイナー〉）※テレビ朝日版
- ブレインストーム（ハル・アブラムソン）
- フレッチ/殺人方程式（マーヴィン・ジレット〈ジョージ・ワイナー〉）※VHS版
- ブロークン・アロー（クリーリー空軍司令官〈ダニエル・フォン・バーゲン〉）※ソフト版
- ブロンコ・ビリー
- ペギー・スーの結婚（ジャック〈ドン・マレー〉）
- ベニイ・グッドマン物語（ハリー・グッドマン）
- ボー・ジェスト (1966年の映画)（バレホ）
- 暴力脱獄
- ぼくの美しい人だから（ソル・ホロウィッツ〈スティーヴン・ヒル〉）
- ぼくの伯父さん（ユロ伯父さん〈ジャック・タチ〉）※テレビ朝日版
- ポセイドン・アドベンチャー（ハリソン船長〈レスリー・ニールセン〉）※テレビ朝日版
- マイ・ガール（フィル〈リチャード・メイサー〉）※ソフト版
- マイ・ボディガード（クリフォードの父〈マーティン・マル〉）
- 魔女は16才（フランク・ミラー）
- マック（不明）※ソフト版、（ウィケット〈マーティン・ウェスト〉）※JAL機内上映版
- マックイーンの絶対の危機（リッチー巡査）※日本テレビ版
- マドモアゼル（エットーレ・マンニ）
- マニアック・コップ（弁護士）
- マネー・ピット（ブラッド・シャーク〈カーマイン・カリディ〉、カルロス）※TBS版
- マルキ（プレオボワ）
- 水着の女王（ザビア・クガート）※東京12ch旧版
- ミスターフロスト（フェリックス・デトワイラー〈アラン・ベイツ〉）
- ミスティック・ピザ（グルメリポート）
- ミッドウェイ（ジョン・ワルドロン中佐〈グレン・コーベット〉）※日本テレビ版
- ミニミニ大作戦（ビル・ベイリー）※機内上映版
- ミネソタ大強盗団（マニング〈ドナルド・モファット〉）
- 未来世界（アーサー・ホルコム）※日本テレビ版
- ミラクルマスター/7つの大冒険 ※テレビ朝日版
- メジャーリーグ（エディ・ハリス〈チェルシー・ロス〉）※ソフト版
- 燃えよデブゴン 出世拳（カク将軍）
- 遊星よりの物体X（テックス）
- 48時間PART2/帰って来たふたり（ベン・キーホー〈ブライオン・ジェームズ〉）※ソフト版
- ラルフ一世はアメリカン（ジェフリー・ヘイル）
- 霊幻道士（ヤン）
- レイダース/失われたアーク《聖櫃》（マスグローブ〈ドン・フェローズ〉）※ソフト版
- ロケッティア（ヴィクター）※ソフト版
- ロサンゼルス（マイク）※テレビ朝日版
- ロッキー4/炎の友情（バリー・トンプキンス）※TBS版

#### ドラマ
- アーノルド坊やは人気者 シーズン1 #16（チャールズ・サットン）
- ER緊急救命室（サンハースト）
- インディ・ジョーンズ/若き日の大冒険
- F/X 新たなる罠（オスカー・ハモンド〈ジョン・ネヴィル〉）
- 俺がハマーだ!（メイジョイ）
- かわいい魔女ジニー（ロジャー・ヒーリー）
- 原潜シービュー号海底科学作戦（パターソン）
- こちらブルームーン探偵社 シーズン4（アレクサンダー・ヘイズ〈ロバート・ウェッバー〉）
- コンバット!（コンラン・カーター衛生兵）
- ジム・ヘンソンのストーリーテラー（王様〈リチャード・ヴァーノン〉）
- シャーロック・ホームズの冒険
  - 第二の血痕（ベイツ）
  - 悪魔の足（オーウェン・トレゲニス）
- 私立探偵マグナム
  - シーズン1 #5（フッカー）
  - シーズン2 #21（アラン・ラッセル、ロックマン弁護士）
- 白バイ野郎ジョン&パンチ（ジョセフ・ギトレア[9]）
  - 白バイ野郎パンチ&ボビー
- 新スーパーマン（サム・レーン）
- 新スパイ大作戦
  - 壁…最後の脱出（キロフ、警備兵４）
  - BC4000年の呪い（セラビス）
- スパイ大作戦
  - 甦ったプリンセス（大寺院の案内人）
  - 独裁宣言（車のセールスマン）
  - 金庫室へ追い込め！（パウロ）
  - 海の底で口を割れ！（劇団員A）
  - 盗まれた化学式（ミラー）
  - 死人に口あり（劇団員B）
  - 死の監房（ルイス）
  - 山師が公国を狙っている（警備兵A）
  - 暗殺スパイ「山猫」（空港係官B）
  - 殺しのセンター（医務室助手）
  - 素人スパイ（警官）
  - スパイ狩り（警官）
  - 生きた研究ノート（警備兵）
  - 海底に消えたダイヤ（ホークス）
  - 空中大爆発！（ジョニー・ヴェール）
- スペース1999 タイムトラベル あこがれの地球へ（技師1〈ノリッチ・ダフ〉）
- 0011ナポレオン・ソロ
- SOAP シーズン1 #25（陪審長〈ジョナサン・テリー〉）
- 大魔境突破（副操縦士〈ハリー・ガーディノ〉）
- タイムマシーンにお願い（レイ）
- たどりつけばアラスカ（ホリング・ビンクーア〈ジョン・カラム〉）
- ダンディ2 華麗な冒険 #16（パターソン）
- 地上最強の美女たち!チャーリーズ・エンジェル シーズン2 #8（フランク・スレイター）、#21（フレディ〈ヴィンセント・スキャヴェリ〉）
- 地上最強の美女バイオニック・ジェミー シーズン2 #3（ターナー）
- 超音速攻撃ヘリ エアーウルフ
  - シーズン1 #5（サイモン・セイズ）
  - シーズン2 #9（衣装デザイナー）、#17（ウィンターの父）、#21（レスター・ボーデン）
  - シーズン3 #20（スティーヴン・ヒューストン上院議員）
- 逃亡者 #72（トニー・バレル〈ウィリアム・シャトナー〉）、#100（ウィリー〈デニー・ミラー〉）、#114（ハリー・ベントン巡査〈ロス・ヘイゲン〉）
- 特捜刑事マイアミ・バイス シーズン2 #8（ジャック・グレツキー〈ディーン・ストックウェル〉）
- 特攻野郎Aチーム
  - シーズン1 #6（ブルース・ワーフェル教授）
  - シーズン2 #20（ジョセフ・キング）
  - シーズン3 #2（カルロス・ロイダーマン）
  - シーズン4 #1（フォーブス医師〈デヴィッド・ヘミングス〉）、#6（レニー）、#9（ピート・ピーターソン）、#12（ジャック・スタイン）
  - シーズン5 #4（TJ・ブライアント〈ジョー・ネイマス〉）
- 謎の円盤UFO（キース・フォード少尉）
  - 宇宙人捕虜第一号（キース・フォード少尉、スカイダイバー乗員）
  - 湖底にひそむUFO（インターセプター操縦士、技師1）
  - 猫の目は宇宙人（アンディ・コンロイ）
  - 地球最後の時（スティーブ・ミント）
  - 人間爆弾（ローリッツェン大尉）
  - 謎の発狂石（助監督）
  - 人間ロボット殺人計画（エスモンドの従者、発射管制官）
  - シャドーはこうして生まれた！（キース・フォード、CIA部員）
  - UFO大編隊接近中（アンダーソン少尉）
  - UFO時間凍結作戦（シャドーの医者）
- 爆撃命令「命ある限り」（クック少佐〈ダラス・ミッチェル〉）
- ヒルストリート・ブルース
  - シーズン1 #2（パーカー報道官）、#4（モーネックス〈ロバート・ドクィ〉）
  - シーズン2 #6・7（ハル・マッセイ）
- ファミリータイズ シーズン3 #2（エフレム・ブロンスキー教授）
- 復讐の鬼探偵ロングストリート（デューク・ペイジ）
- プロテクター電光石火
  - 宝石強奪計画
  - 白い粉の恐怖（ルイジ）
- 冒険野郎マクガイバー シーズン3 #13（ターク〈マーティン・ミルナー〉）
- 炎のエマ（キット）
- ミス・マープル スリーピング・マーダー（レイモンド・ウエスト、ジャッキー・アフリック）
- ヤングライダーズ（町の男、マクブライド）
- ラバーン&シャーリー シーズン1 #1（マーシャル・スチュアート）、#10（ウルフギャング・ゲスラー）
- ラブ・ボート（メリル・スチュービング）
- レース 華麗なる愛の罠（校長〈ハーバート・ロム〉）
- ロンサム・ダブ（リッピー・ジョーンズ〈ウィリアム・サンダーソン〉）

#### アニメ
- ダックにおまかせ ダークウィング・ダック（ブッシュルート）
- バットマン（ハミルトン・ヒル市長〈初代〉）

#### 人形劇
- キャプテン・スカーレット
  - ミステロン基地を爆破せよ！（フレイザー）
  - スペクトラムの暗号をねらえ！（フレイザー）
- サンダーバード
  - ジェット“モグラ号”の活躍（フランク）
  - クラッブロガーの暴走（シムス）
- フラグルロック
- ロンドン指令X
  - 国王暗殺計画（ジョー、管制官補佐）
  - 超音波ライフル銃（イーストマン）

### テレビアニメ
1963年
- 鉄人28号 (テレビアニメ第1作)（ベラ警部）

1967年
- パーマン（小池さん）
- おそ松くん

1968年
- 怪物くん

1969年
- カムイ外伝（留、ミワタ）
- 巨人の星

1970年
- あしたのジョー（1970年 - 1971年、ヒョロ松）

1971年
- アニメンタリー 決断
- ゴルゴ13
- ルパン三世（第1作）

1972年
- 科学忍者隊ガッチャマン（所長）
- 樫の木モック（その父）
- ハゼドン（イカ亭）

1973年
- 荒野の少年イサム
- 侍ジャイアンツ
- ジャングル黒べえ
- 山ねずみロッキーチャック（プリックリー）

1975年
- ガンバの冒険（ツブリ）

1976年
- ブロッカー軍団IVマシーンブラスター（見野教授）

1977年
- 一発貫太くん（栗木、立花）
- ポールのミラクル大作戦（長老）

1978年
- 宇宙戦艦ヤマト2（アンドロメダ副官）
- 大雪山の勇者 牙王（星野先生）
- 無敵鋼人ダイターン3（エドウィン）

1979年
- 海底超特急マリンエクスプレス（隊員）
- ゼンダマン（総督）
- 野球狂の詩（島岡）
- ルパン三世 (TV第2シリーズ)

1980年
- 科学忍者隊ガッチャマンF（鷲尾健太郎 / レッドインパルスの隊長）
- タイムパトロール隊オタスケマン（千葉周作）
- ドラえもん（テレビ朝日版第1期）（しずかのおじさん）

1981年
- あしたのジョー2
- ダッシュ勝平（あかねの父）
- ヤットデタマン（堀川少佐、ノストラダムス）

1982年
- 逆転イッパツマン（ゼニナシ）
- 太陽の子エステバン（アンドレス）
- 六神合体ゴッドマーズ（キール）

1983年
- 伊賀野カバ丸（漢文教師）
- 装甲騎兵ボトムズ（シムカス・フットー）
- 魔法の天使クリィミーマミ
- 魔法のプリンセス ミンキーモモ（ケント）

1984年
- 宗谷物語（岸田）
- 大自然の魔獣バギ（荘介）

1985年
- 昭和アホ草紙あかぬけ一番!（暁高校校長）

1986年
- 銀河探査2100年 ボーダープラネット（ハム）
- Mr.ペンペン（ミカの父）

1987年
- エスパー魔美（パパの友人）
- 機甲戦記ドラグナー（ジム・オースチン）
- グリム名作劇場（父）

1988年
- 美味しんぼ（1988年 - 1993年、谷村秀夫） - 1シリーズ+特別編2作品

1990年
- 八百八町表裏 化粧師（和泉屋の主人）
- 藤子不二雄Aの夢魔子（課長）
- 三つ目がとおる（犬持医師）

1991年
- 横山光輝 三国志

1992年
- あしたへフリーキック（カルロ・フェリーニ）

1993年
- コボちゃん（水の江の父）
- 忍たま乱太郎（橋本新九郎）

1994年
- キャプテン翼J（金山監督）
- クレヨンしんちゃん（1994年 - 2000年、専務、オオミヤ専務）

1995年
- 怪盗セイント・テール（朝倉）

1996年
- ゲゲゲの鬼太郎（第4作）（おじいさん）

1999年
- 週刊ストーリーランド（1999年 - 2000年、専務、矢右衛門、教務2、森本）

2000年
- アルジェントソーマ（マカロフ議長）

2003年
- 名探偵コナン（南雲暁）

### 劇場アニメ
- ルパン三世 ルパンVS複製人間（1978年、職員[16]）
- ゴルゴ13（1983年、パゴ 他）
- 冒険者たち ガンバと7匹のなかま（1984年、ツブリ）
- 機動戦士ガンダム 逆襲のシャア（1988年、アデナウアー・パラヤ[17]）
- チンプイ エリさま活動大写真（1990年、リリンの父）
- ガンバとカワウソの冒険（1991年、カゲロウ）
- スラムダンク 湘北最大の危機! 燃えろ桜木花道（1995年、大船監督[18]）
- ゲゲゲの鬼太郎 大海獣（1996年、長老）

### OVA
- ダーティペア（1987年、Dr.ボルコフ）
- 竜世紀（1988年、相良の上官）
- 銀河英雄伝説（1989年、ルグランジュ中将）
- 拳闘士（1990年、ゴードン）
- 紅いハヤテ（1992年、四ツ星会長）
- 創世機士ガイアース（1992年、ランディス）
- アミテージ・ザ・サード（1995年、アサクラ）

### ゲーム
- 機動戦士ガンダム 逆襲のシャア（1998年、アデナウアー・パラヤ）
- みつめてナイト（1998年、グスタフ・ベナンダンディ）

### その他コンテンツ
- サイボーグ009（004 / アルベルト・ハインリヒ）
- 世界名作童話全集（人魚姫の父親、トリローニ）
- ハーツ・アンド・マインズ/ベトナム戦争の真実（チャン・ティン神父、エドワード・サウダース元五等特技兵、ジョージ・パットン3世大佐）